# Siremar
Die Siremar (Sicilia Regionale Marittima) ist eine italienische Fährschiff-Reederei mit Sitz in Palermo, die die ehemaligen Postschifflinien zu den kleineren Inseln um Sizilien bedient.

## Geschichte

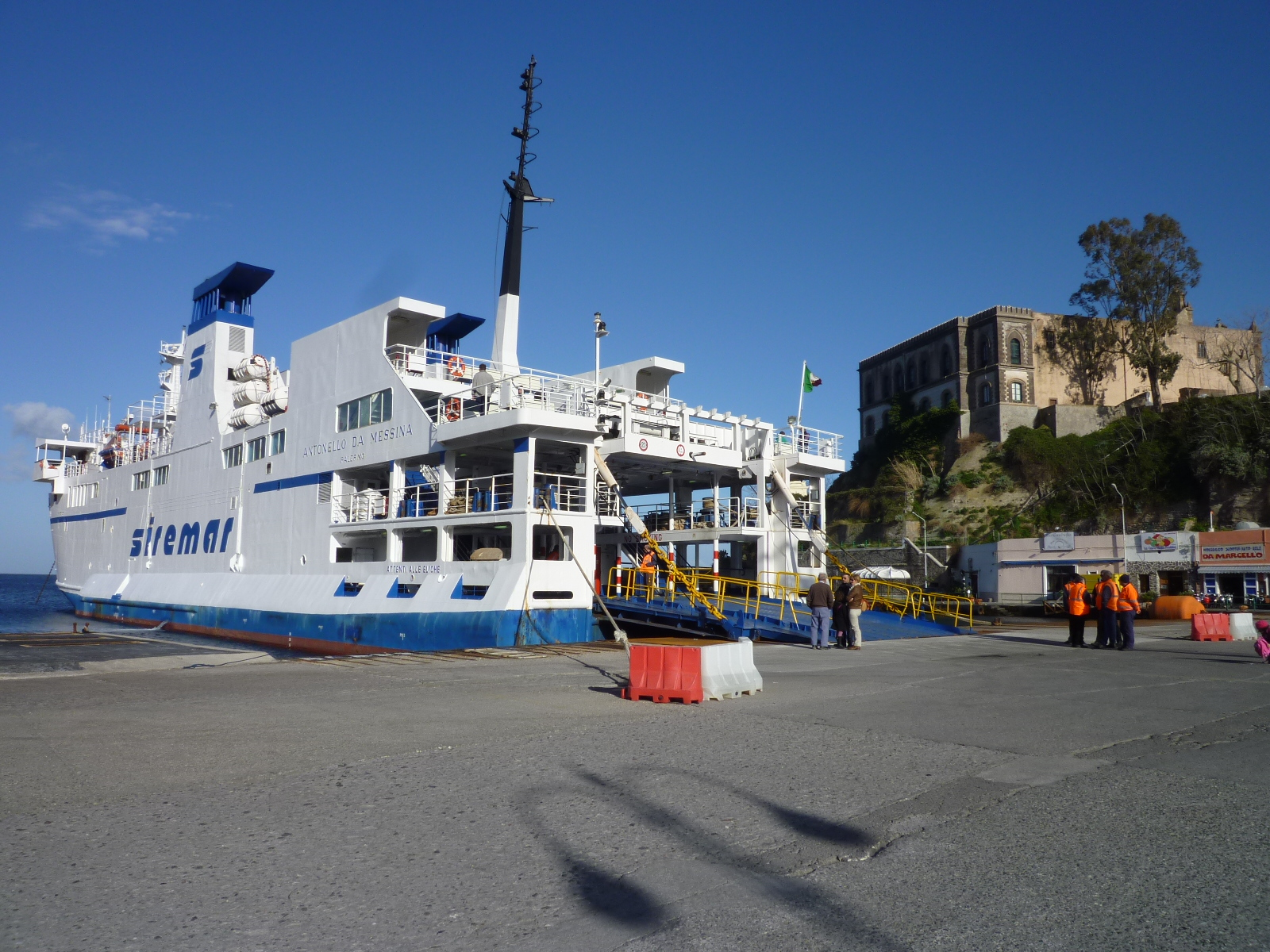
Autofähre „Antonello da Messina“ im Hafen von Lipari

Die Siremar wurde 1975 als Nachfolgeunternehmen der Gesellschaften Sirena und Navisarma gegründet, um den Fährverkehr zu den kleineren Inseln rund um Sizilien sicherzustellen. Seit ihrer Gründung war die Gesellschaft eine Tochter der Staatslinie Tirrenia di Navigazione, die zu Beginn 51 % des Kapitals der Siremar hielt. Der italienische Staat hat die Fährlinien zu den Inseln in allen Regionen jahrzehntelang stark subventioniert; im Jahr 1994 betrugen die Subventionen 55 Milliarden Lire und im Jahr 2009, ein Jahr vor der Privatisierung, 60 Millionen € bei einem Umsatz von ca. 100 Millionen €. Als die EU verlangte, in Zukunft größere öffentliche Aufträge grundsätzlich auszuschreiben (zu denen auch die sogenannte territoriale Kontinuität, d. h. Fährlinien in staatlichem Auftrag, gehören), entschied der italienische Staat, die bisher in Staatsbesitz stehende Tirrenia und ihre Töchter zu privatisieren. Die staatlich festgelegten und garantierten Fährlinien sollten ursprünglich Ende 2008 auslaufen; dies wurde während des Privatisierungsprozesses jedoch zweimal, schließlich bis Ende 2010, verlängert. In Vorbereitung auf die Liberalisierung des Marktes übernahm die Tirrenia 2009 100 % der Siremar und der anderen regionalen Fährlinien. Im selben Jahr entschied der Staat, die regionalen Linien den jeweiligen Regionen zu übertragen, die dann die Privatisierung in Eigenregie durchführen sollten. Die Region Sizilien lehnte als einzige die Übertragung ab, was zur Folge hatte, dass die Tirrenia und die Siremar schließlich gemeinsam privatisiert wurden. 2010 wurde die Situation durch eine Insolvenz der Siremar (siehe unten) erschwert. 2011 wurde die Gesellschaft verkauft und befand sich einige Zeit im Besitz der Compagnia delle Isole, an der sowohl die Region Sizilien als auch regionale Unternehmen sowie die Lauro-Gruppe aus Neapel beteiligt waren. 2014 entschied der regionale Verwaltungsgerichtshof des Latium (TAR Lazio), dass die Ausschreibung zur Privatisierung fehlerhaft war und wiederholt werden muss. Mittlerweile ist die „Siremar - Caronte & Tourist Isole Minori S.p.A.“ eine Tochtergesellschaft der privaten Fährgesellschaft „Caronte & Tourist S.p.A“, die vorher ihren Arbeitsschwerpunkt in der Straße von Messina hatte. Bei der Übernahme wurde das Geschäft mit den Tragflügelbooten und anderen kleineren Schnellfähren an „Ustica Lines“ übertragen, bei der  „Siremar - Caronte & Tourist Isole Minori S.p.A.“ blieben nur die großen Schiffe, die den Verkehr zu den kleineren Inseln um Sizilien bis heute durchführen.

## Vorgängerunternehmen
Nach dem Zweiten Weltkrieg war der Fährverkehr zunächst mit Dampfschiffen aus der Vorkriegszeit wieder aufgenommen worden. Am 1. Januar 1954 übernahm die neugegründete Navisarma aus Messina den Verkehr zu den Äolischen Inseln, während die anderen Inseln von der Si.Re.Na bedient wurden. Diese staatlich subventionierten Fährverkehre waren nach dem Gesetz über die Postdienste von 1953 ausgeschrieben worden. Im Jahr 1974 übernahm die Si.Re.Na alle bisher von der Naivsarma angebotenen Dienste. 1975 gingen dann alle Dienste auf die neu gegründete Regionallinie SIREMAR über, die auch zunächst die meisten Schiffe übernahm.

## Insolvenz
Am 5. August 2010 meldete die Tirrenia und ihre einzige verbliebene Tochtergesellschaft Insolvenz an. Das zuständige Gericht gibt in seinem Bericht u. a. folgende Ursachen für die Finanzprobleme an:
- Die Personalkosten der Reedereien im Staatsbesitz waren in den letzten Jahren deutlich höher als bei den konkurrierenden Privatlinien
- Die Tirrenia und ihre Tochtergesellschaft konnten wegen der mit dem Staat vertraglich festgelegten Preise nicht schnell genug auf Marktveränderungen reagieren
- Die Entscheidung, die Flotte der Tirrenia und der Siremar mit sehr schnellen High Speed Craft zu modernisieren, führte zu hohen Investitionen in der Größenordnung von 1 Milliarde € mit entsprechend hohen Finanzierungskosten
- kurz nach Indienststellung der neuen Schnellfähren explodierten die Treibstoffkosten um insgesamt 270 € pro Tonne, während die Auslastung wegen der Wirtschaftskrise und der zunehmenden privaten Konkurrenz zurückging

## Aktuelles Fahrgebiet

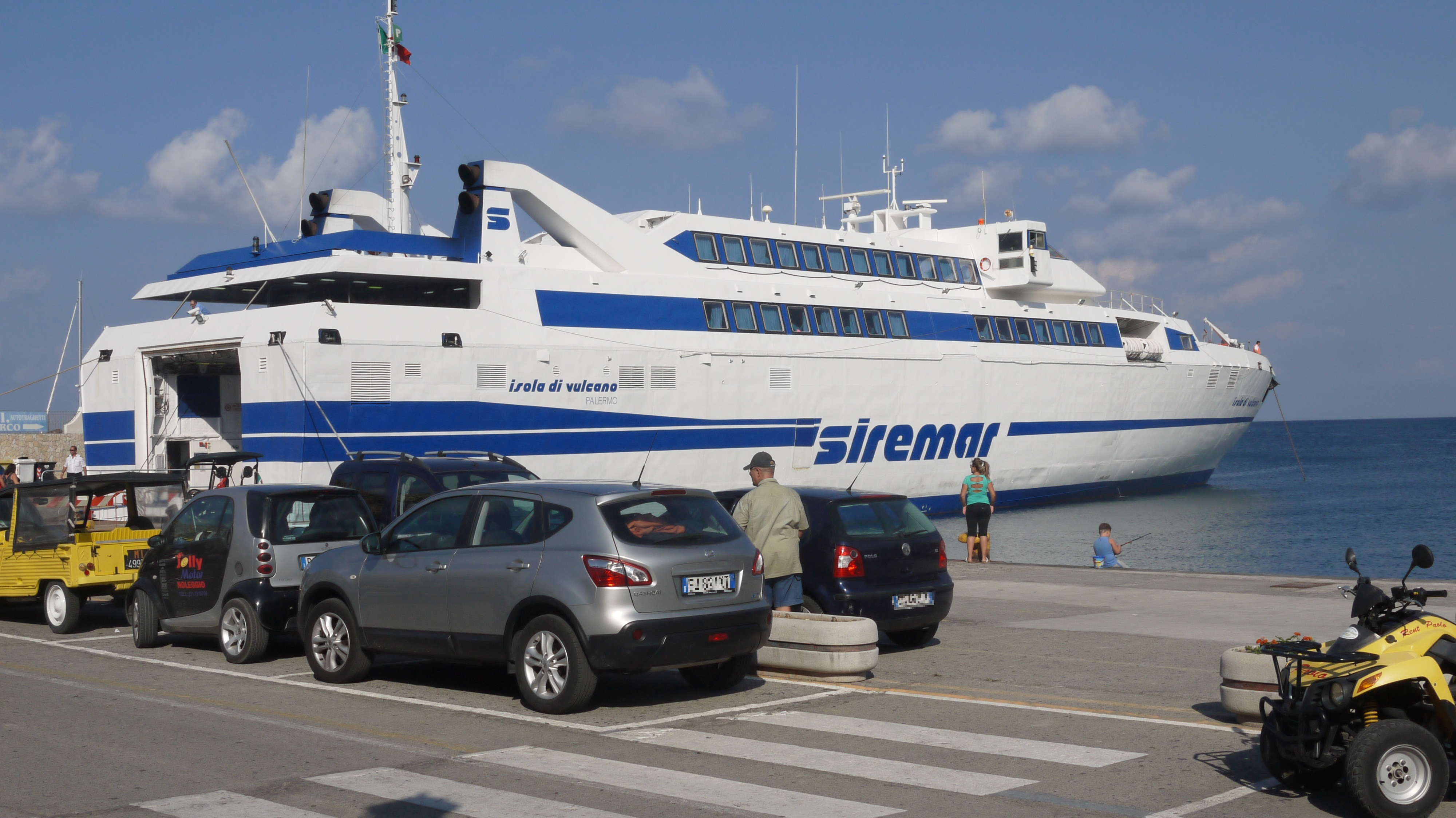
HSC Isola di Vulcano in Vulcano

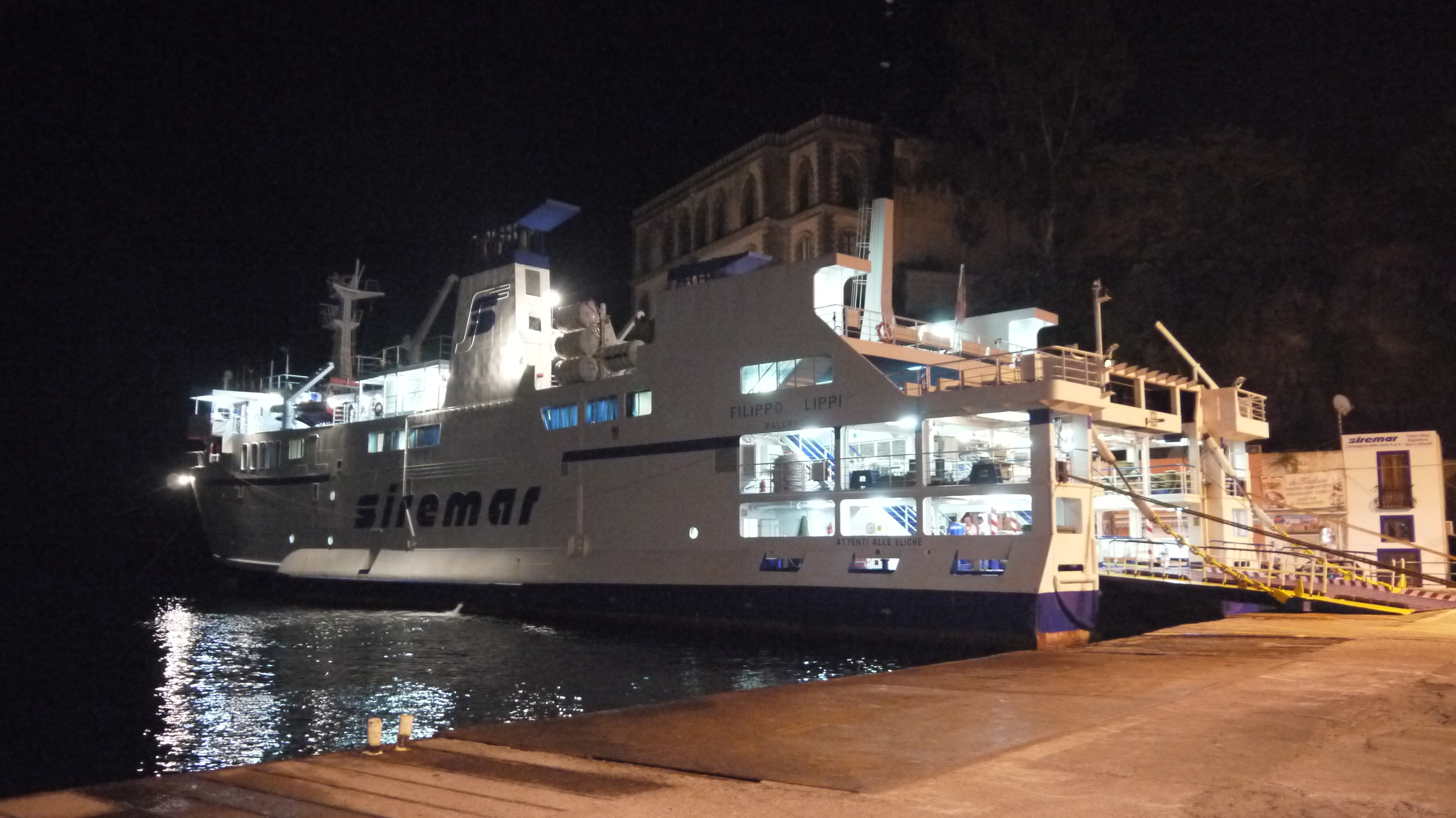
Fähre Filippo Lippi im Hafen von Lipari

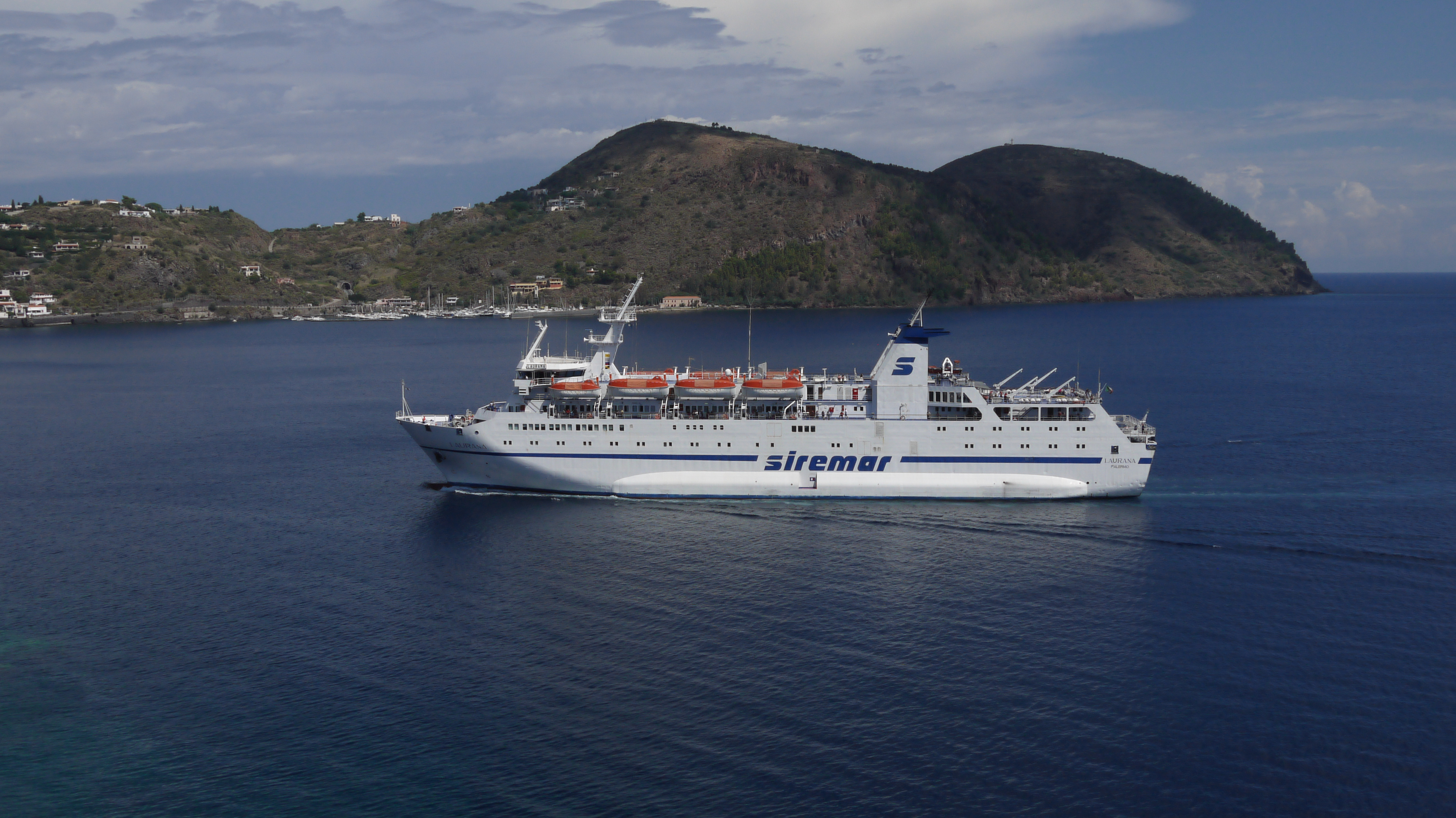
Fähre Laurana vor Lipari

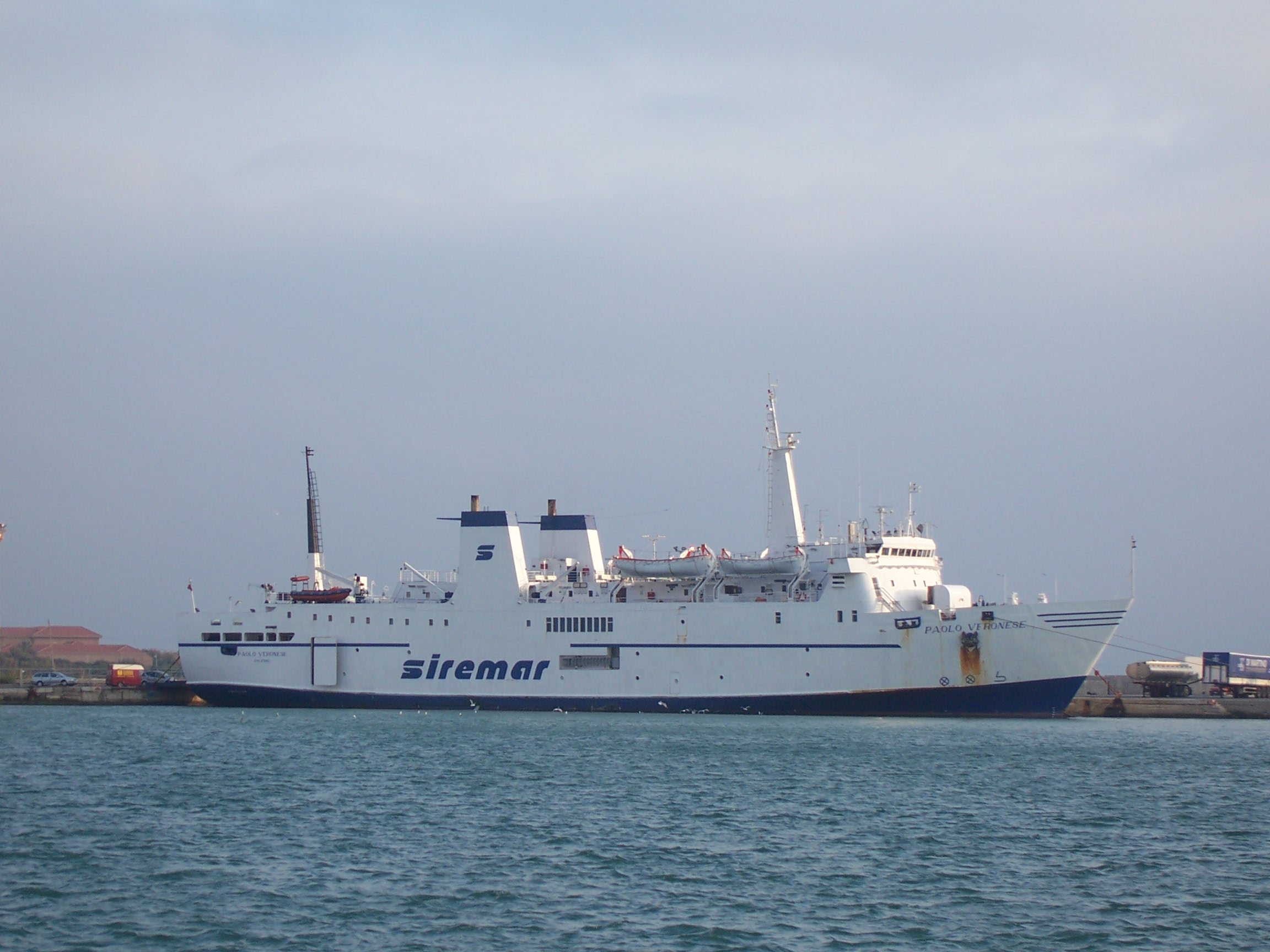
Fähre Paolo Veronese in Trapani

Die Siremar versorgt die kleineren Inselgruppen rund um Sizilien: die Äolischen Inseln, Ägadischen Inseln, Pelagischen Inseln, Pantelleria sowie Ustica. Entsprechend der Lage der Inseln bewegen sich die Fahrzeiten zwischen ca. 30 Minuten und mehreren Stunden. Der Verkehr erfolgt mit klassischen Autofähren sowie High Speed Craft. Die früheren Routen mit Tragflügelbooten wurden beim Verkauf der Siremar mitsamt den Booten an die Ustica Lines übertragen, die sich kurze Zeit später in Liberty Lines umbenannten.

## Routen
Die Reederei unterhält folgende Routen, die alle ganzjährig mit unterschiedlichen Frequenzen befahren werden:

### Äolische Inseln
- Neapel – Stromboli – Panarea – Salina – Lipari – Vulcano – Milazzo (ca. 17h, 2× wöchentlich, Fähre)
- Milazzo – Vulcano – Lipari – Salina (4h, täglich, HSC)
- Milazzo – Vulcano – Lipari – Salina – Filicudi – Alicudi (6h, 4× wöchentlich, Fähre)
- Milazzo – Vulcano – Lipari – Salina – Filicudi – Alicudi (3h, täglich, Tragflügelboot)
- Milazzo – Vulcano – Lipari – Salina – Panarea – Stromboli (6h, 2× wöchentlich, Fähre)
- Milazzo – Vulcano – Lipari – Salina – Panarea – Stromboli (3h, täglich, Tragflügelboot)

### Ustica
- Palermo – Ustica (3h, täglich, Fähre)
- Palermo – Ustica (1.5h, täglich, Tragflügelboot)

### Ägadische Inseln
- Trapani – Levanzo – Favignana – Marettimo (2h, täglich, Fähre)
- Trapani – Levanzo – Favignana – Marettimo (1h, täglich, Tragflügelboot)

### Pantelleria
- Trapani – Pantelleria (6h, täglich, Fähre)

### Pelagische Inseln
- Porto Empedocle – Linosa – Lampedusa (11h, täglich, Fähre)

## Flotte
Die Siremar unterhält eine Flotte von klassischen Autofähren, High Speed Craft, und Tragflügelbooten, letztere alle aus der Werft Rodriquez Cantieri Navali in Messina. Viele Schiffstypen sind in mehreren Gesellschaften der Tirrenia-Gruppe im Einsatz; vielfach wurden und werden auch Schiffe nach Bedarf an andere Regionalgesellschaften abgegeben oder hinzugechartert; Angaben nach.

### Fähren der Siremar
| Name                 | Typ       | Stamm- strecke                      | BRZ   | Baujahr | Antrieb (kW) | Geschw. kn | Passagiere / Bettplätze | PKW | Bemerkungen                                                                  |
| -------------------- | --------- | ----------------------------------- | ----- | ------- | ------------ | ---------- | ----------------------- | --- | ---------------------------------------------------------------------------- |
| Sibilla              | Autofähre | ?                                   | 1397  | 1979    | 3707         | 16,5       | 381/-                   | 50  | Eines der Schiffe aus der Baureihe Diade                                     |
| Vesta                | Autofähre | ?                                   | 1386  | 1981    | 3707         | 16,5       | 570/-                   | 60  | Eines der Schiffe aus der Baureihe Diade                                     |
| Simone Martini       | Autofähre | Trapani – Ägadische Inseln          | 1494  | 1985    | 3707         | 16,5       | 797/-                   | 70  | Eines der Schiffe aus der Baureihe Diade                                     |
| Pietro Novelli       | Autofähre | Milazzo – Äolische Inseln           | 1940  | 1979    | 5561         | 18         | 700/-                   | 93  |                                                                              |
| Paolo Veronese       | Autofähre | Trapani – Pantelleria               | 2894  | 1986    | 5561         | 19         | 700/-                   | 93  |                                                                              |
| Filippo Lippi        | Autofähre | Trapani – Ägadische Inseln          | 1555  | 1990    | 4266         | 18,5       | 1250/-                  | 76  | Schwesterschiffe: Antonella da Messina, Liburna (Toremar), Tetide (Laziomar) |
| Antonella da Messina | Autofähre | Milazzo – Äolische Inseln           | 1555  | 1988    | 4264         | 16         | 737/-                   | 70  |                                                                              |
| Laurana              | Autofähre | Neapel – Äolische Inseln – Milazzo  | 10977 | 1992    | 7060         | 17         | 752/348                 | 276 | seit 2004 gechartert von Adriatica di Navigazione S.p.A.;                    |
| Sansovino            | Autofähre | Porto Empedocle – Pelagische Inseln | 10977 | 1989    | 7060         | 17         | 360                     | 27  | seit 2004 gechartert von Adriatica di Navigazione S.p.A.;                    |
| Isola di Stromboli   | HSC       | Milazzo – Äolische Inseln           | 4600  | 1999    | 15600        | 28         | 800/-                   | 170 |                                                                              |
| Nerea                | Autofähre | Milazzo – Liparische Inseln         | 8225  | 2023    | 5000         | 16,5       | 400/76                  | 115 |                                                                              |
| Quelle:              |           |                                     |       |         |              |            |                         |     |                                                                              |

### Tragflügelboote
| Name     | Typ1       | Stammstrecke2    | BRZ | Baujahr | Antrieb (kW) | Geschw. kn | Passagiere | Quellen / Bemerkungen |
| -------- | ---------- | ---------------- | --- | ------- | ------------ | ---------- | ---------- | --------------------- |
| Masaccio | RHS 160    | k. A.            | 224 |         | 2685         | 36         | 210        | [ 15 ] [ 16 ]         |
| Mantegna | RHS 160    | k. A.            | 224 |         | 2685         | 36         | 210        | [ 16 ]                |
| Fabricia | RHS 160    | Egadische Inseln | 224 | 1987    | 2685         | 34         | 210        | Bis 2013 bei Toremar  |
| Tiziano  | Foilmaster | Ustica           | 259 | 1994    | 2× 2000      | 40         | 242        | [ 18 ]                |
| Atanis   | Foilmaster | Äolische Inseln  | 194 |         | 2× 2000      | 40         | 238        | [ 18 ]                |
| Platone  | Foilmaster | Äolische Inseln  | 194 |         | 2× 2000      | 40         | 238        | [ 18 ]                |
| Eraclide | Foilmaster | Äolische Inseln  | 194 | 2005    | 2× 2000      | 40         | 238        | [ 19 ] [ 18 ]         |
| Eschilo  | Foilmaster | Äolische Inseln  | 194 |         | 2× 2000      | 40         | 238        | [ 18 ]                |
| Antioco  | Foilmaster | Äolische Inseln  | 194 |         | 2× 2000      | 40         | 238        | [ 18 ]                |
| Calypso  | Foilmaster | Egadische Inseln | 194 |         | 2× 2000      | 40         | 238        | [ 18 ]                |

1) Alle Tragflügelboote der Siremar stammen von den Rodriquez Cantieri Navali

2) lt. Fahrplan 2014

## Ehemalige Schiffe der Siremar
(Auswahl, nach)
- Palladio (1989–2016). Schwesterschiff der Laurana und der Sansovino
- Isola di Vulcano (1999), jetzt bei der Taremar[20]
- Caravaggio (1975–1991), ex Maren Mols, 1966 in Aalborg gebaut, 2010 in Indien verschrottet
- La Valletta (1976–1989), 1971 für Tirrenia gebaut, 2005 in der Türkei verschrottet
- Piero della Francesca (1979–2007), 1979 für Siremar gebaut
- Giotto (1980–1986), ex Julle, 1962 in Bremen gebaut, 2003 in Pakistan verschrottet
- Giovanni Bellini (1985–2005), 1985 für Siremar gebaut, jetzt bei Toremar
- Ettore Carpaccio (1992–2006), ex El Arish, 1980 in Bergen gebaut
- Guizzo (2002) HSC (40 Knoten, 3439 BRZ), 1993 für Tirrenia gebaut, 2012 in der Türkei verschrottet
- Sansovino (2003–2007), Schwesterschiff von Laurana und Palladio